# Lotari II d'Itàlia
Lotari d'Arle (926 o 928 - 950) fou fill d'Hug d'Arle; fou rei d'Itàlia del vers el 947 a la seva mort el 950.
El seu pare fou deposat per una dieta celebrada a Milà, però va conservar la corona i el títol en una part del país. Mancat de prou suports, en 945 va arribar al compromís de regnar juntament amb el seu fill Lotari encara que el poder estava gairebé en mans de Berenguer d'Ivrea.
A la mort del seu pare en 947 el va succeir a Itàlia però de fet mai va regnar de manera efectiva. Es va casar amb Adelaida de Borgonya i va ser enverinat en 950 per Berenguer II, marquès d'Ivrea, que el substituí al regne i empresonà la reina Adelaida.
```
┌─ 
Teobald d'Arle
 (?-?).
┌─ 
Hug d'Arle
 (?-† 
947
), 
comte d'Arle
, rei d'Itàlia.
│ └─ 
Berta
 (?-?).
│
Lotari (II d'Itàlia i I d'Arle)
│
│ ┌─ X
└─ X
└─ X
```

```
Lotari II d'Itàlia
casat amb 
Adelaida de Borgonya

│
└─
Emma d'Itàlia
 (
948
-?).
casada amb el carolingi 
Lotari de França
```